# Omond House
La Casa Omond (en inglés Omond House) constituyó una de las primeras edificaciones permanentes de la Antártida. Construida por la Expedición Antártica Nacional Escocesa en 1903, fue transferida a la República Argentina al año siguiente, constituyendo la estructura original de la primera base antártica permanente (la base Orcadas) en la isla Laurie de las islas Orcadas del Sur.

## Historia
La Omond House, abierta el 1 de abril de 1903, conformó el primer asentamiento en la isla Laurie. Se trata de una edificación de piedras y techo de lona embreada construido por William Speirs Bruce y su tripulación como una de las tareas principales durante la Expedición Antártica Nacional Escocesa de 1902-1904. Recibió su nombre en honor a Robert Omond, director del Observatorio de Edimburgo, y patrocinador de la expedición.
A bordo de su barco, el Scotia, Bruce desembarcó en la isla en marzo de 1903 y llevó a cabo el primer estudio científico exhaustivo de la isla. El Omond House se utilizó como refugio, vivienda y observatorio meteorológico. También se construyó un depósito. La casa estaba destinada a ser el alojamiento del equipo que permanecería en la isla para trabajar en la estación meteorológica. El edificio fue construido con materiales locales, empleando piedra y con un techo de planchas de madera y lona. La casa tenía unos 36 metros cuadrados, con dos ventanas y cuartos equipados para seis personas. Rudmose Brown escribió: «Teniendo en cuenta que no teníamos ni mortero ni albañiles, la casa ha quedado muy bien, será muy resistente, yo creo que será permanente, durará casi un siglo». En la construcción se utilizaron más de 100 toneladas de piedra de cantera transportadas manualmente en trineos de una morrena de un glaciar adyacente. Durante el viaje del Scotia a Buenos Aires quedaron en la cabaña desde el 27 de noviembre de 1903 al 14 de febrero de 1904 un grupo de 6 personas lideradas por el meteorólogo M. Mossman.
En enero de 1904, en Buenos Aires, Bruce le ofreció el control de la casa Omond al gobierno de Argentina para la continuidad del programa de observaciones meteorológicas. Las instalaciones (la casa, un depósito y las instrumentaciones) fueron vendidas y el sitio fue rebautizado como Observatorio Orcadas del Sur. Los hechos quedaron materializados por el entonces presidente Julio Argentino Roca a través de un decreto publicado el 2 de enero de 1904. La Argentina tomó posesión de la isla el 22 de febrero de 1904, izando su bandera nacional y creando el Observatorio Meteorológico y Magnético de las Orcadas del Sud. Además del observatorio meteorológico, también se instaló una oficina de correos. En la casa convivieron Edgard C. Smula (empleado de la oficina meteorológica), Luciano Valette (empleado en la oficina de zoología), Hugo Alberto Acuña (empleado en la oficina de la empresa oficial argentina de correos y telégrafos) y Roberto C. Mossman y William Smith (jefe y cocinero de la expedición escocesa, respectivamente).
Según el Reino Unido, que reclama las Orcadas del Sur, Bruce le había otorgado a la Argentina solamente la casa Omond, pero no la soberanía de la isla Laurie. El 23 de agosto de 1906, el embajador británico en Buenos Aires, William Haggard, había expresado por nota al canciller argentino, Manuel Augusto Montes de Oca, que las Orcadas del Sur eran británicas y que la cesión de las instalaciones de la isla Laurie era transitoria.

## Sitio histórico
A propuesta de Argentina la Casa Omond, junto a otros sitios cercanos de la bahía Scotia, fueron declarados en 1972 Sitio y Monumento Histórico de la Antártida SMH 42: Cabañas en Bahía Scotia bajo el Tratado Antártico, y conservados por la Argentina y el Reino Unido. El sitio histórico también comprende la cabaña de madera construida en 1905 por el gobierno argentino (la casa Moneta) y un cementerio con 12 tumbas.